# Gudrun Lies-Benachib
Linda Gudrun Lies-Benachib (geboren 11. Februar 1965) ist eine deutsche Juristin, Vorsitzende Richterin am Oberlandesgericht Frankfurt am Main und Mitglied des Staatsgerichtshofs des Landes Hessen.

## Leben

### Ausbildung
Lies-Benachib studierte Rechtswissenschaft. Nach dem Ersten Staatsexamen 1990 nahm sie eine Tätigkeit an der Justus-Liebig-Universität Gießen auf und ergänzte ihre Ausbildung im Rahmen eines Promotionsstipendiums des Graduiertenkollegs "Mittelalterliche und neuzeitliche Staatlichkeit" der Deutschen Forschungsgemeinschaft (DFG). Das zweite Staatsexamen legte sie 1997 ab. Ihre Doktorarbeit zum Thema „Immissionsschutz im 19. Jahrhundert“, deren Drucklegung die DFG mit einem Druckkostenzuschuss förderte, legte sie im Jahr 2000 vor. Bis zum Jahr 2000 arbeitete Lies-Benachib an der Universität Bayreuth als wissenschaftliche Assistentin am Lehrstuhl Bürgerliches Recht und Rechtsgeschichte bei Diethelm Klippel.

### Beruflicher Werdegang
Nach ihrem Eintritt in die hessische Justiz im Jahr 2000 und einer Verwendung als Zivilrichterin und Jugendschöffenrichterin wurde Lies-Benachib ab 2003 im Familiengericht eingesetzt. Ihre Auswahl für dieses Amt begründete die Gerichtsleitung unter anderem mit dem Satz "Sie sind verheiratet und haben ein Kind. Sie machen das". Das Familienrecht spielt während des Studiums der Rechtswissenschaft eine untergeordnete Rolle, daher gibt es selten Juristen, die sich von Anfang an darauf spezialisieren. Lies-Benachib kritisierte die in dieser Hinsicht unzulängliche Ausbildung im Rahmen einer Stellungnahme für den Rechtsausschuss des  Deutschen Bundestages, um den Antrag der Fraktion von Bündnis 90/Die Grünen auf bessere Aus- und Fortbildung in Sachen Familienrecht und verbindliche Qualitätsstandards für Verfahrensbeistände an Amts- und Landesgerichten zu unterstützen.
Zum 1. Juni 2008 wurde Lies-Benachib Richterin am Oberlandesgericht Frankfurt am Main. Zum 1. September 2014 wurde sie zur Vorsitzenden Richterin und seit 2020 zur Vorsitzenden Richterin des 2. und 7. Familiensenats in Kassel, einer Zweigstelle des Oberlandesgerichts Frankfurt am Main, ernannt.

### Engagement
Lies-Benachib wurde am 15. März 2017 vom Wahlausschuss des Hessischen Landtags zum stellvertretenden richterlichen Mitglied des Staatsgerichtshofs des Landes Hessen gewählt und hat das Amt voraussichtlich bis 31. März 2023 inne.
Seit 1. Oktober 2008 ist Lies-Benachib nebenamtliches Mitglied des Hessischen Justizprüfungsamtes in der Prüfungsabteilung II. Sie hat das Amt bis voraussichtlich 30. September 2024. Sie ist außerdem Mitglied in der Neuen Richtervereinigung und im Deutschen Juristinnenbund.

### Veröffentlichungen (Auswahl)
- Immissionsschutz im 19. Jahrhundert. Dissertation aus dem Jahr 2000. In: Schriften zum Umweltrecht. Band 122. Duncker & Humblot, Berlin 2002, ISBN 978-3-428-10686-8.
- Mondpreise und Schnäppchen. Eine juristische Zeitgeschichte des Rabattgesetzes. In: Louis Pahlow (Hrsg.): Die zeitliche Dimension des Rechts. Historische Rechtsforschung und geschichtliche Rechtswissenschaft. Konferenzband. Schöningh, Paderborn 2005, ISBN 978-3-506-71348-3.Inhaltsverzeichnis. S. 272–303 (d-nb.info).
- Eine kurze Geschichte der Errungenschaftsgemeinschaft. In: Zeitschrift des Deutschen Juristinnenbundes. djbZ. Band 15, Nr. 4, 2012, ISSN 1866-377X, S. 150–154.
- Eine Lanze für die Errungenschaftsgemeinschaft. In: Zeitschrift des Deutschen Juristinnenbundes. djbZ. Band 19, Nr. 2, 2016, ISSN 1866-377X, S. 67–71.
- mit Brigitte Meyer-Wehage: Rechtliche, biologische und soziale Elternschaft – Herausforderungen durch neue Familienformen. In: Zeitschrift des Deutschen Juristinnenbundes. djbZ. Band 19, Nr. 4, 2016, S. 177–178.
- mit Lucy Chebout, Theresa Richarz: „Ehe für alle“ oder doch nur „Ehe light“? Zur Bedeutung der Eheöffnung für gleichgeschlechtliche Paare. In: Berliner Anwaltsblatt. Nr. 3, 2018, urn:nbn:de:101:1-2021020913012835934518 (berlineranwaltsblatt.de).
- Vater werden ist nicht schwer, Mutter sein dagegen sehr? Zu den Änderungsvorschlägen des Arbeitskreises Abstammungsrecht. In: Zeitschrift des Deutschen Juristinnenbundes. djbZ. Band 22, Nr. 1, 2019, S. 2–5.